# دولنی هابارتیتسه
دولنی هابارتیتسه (به چکی: Dolní Habartice) یک منطقهٔ مسکونی در جمهوری چک است که در ناحیه دیتشین واقع شده‌است. دولنی هابارتیتسه ۵٫۵۶ کیلومتر مربع مساحت و ۵۶۹ نفر جمعیت دارد.